# Gelbfleck-Bartvogel
Der Gelbfleck-Bartvogel (Buccanodon duchaillui) ist eine Vogelart aus der Familie der Afrikanischen Bartvögel. Er ist der einzige Vertreter der Gattung Buccanodon. Die Art kommt in Afrika vor. Es werden keine Unterarten unterschieden. Die IUCN stuft den Gelbfleck-Bartvogel als nicht gefährdet (least concern) ein.

## Erscheinungsbild

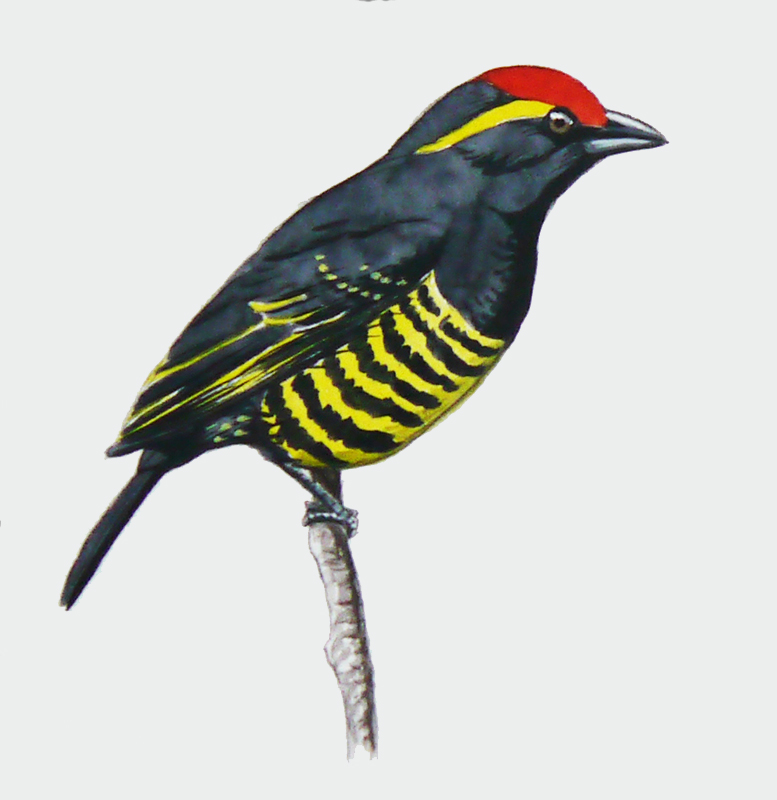
Illustration

Gelbfleck-Bartvögel wiegen durchschnittlich 41 Gramm. Die Männchen haben eine Flügellänge von 7,2 bis 8,4 Zentimetern. Die Schwanzlänge beträgt 3,5 bis 5,0 Zentimeter. Der Schnabel erreicht eine Länge zwischen 1,4 und 1,7 Zentimeter. Weibchen haben vergleichbare Körpermaße. Es besteht kein Sexualdimorphismus.
Männchen und Weibchen haben eine rote, bei einigen Individuen auch orangerote Stirn. Zwischen Stirn und Schnabelbasis befindet sich ein schmaler schwarzer Streif. Ein gelber Streif verläuft vom Augenende bis zu den Schultern. Der restliche Oberkopf, der Hinterkopf bis zum Rücken, die Ohrdecken, die Kehle und die Mitte der Brust sind schwarz. Der Rücken ist schwarzblau mit gelben Flecken. Die Steuerfedern sind auf der Oberseite schwarzbraun bis schwarz, auf der Unterseite mattbraun mit einem gelblichen Schimmer. Die Federschäfte sind matt gelb. Die Körperseiten sowie die untere Brust, der Bauch und die Unterschwanzdecken sind gelb und schwarz gestreift. Der Schnabel ist schwarz. Die unbefiederte Haut rund um das Auge ist schwarz, die Augen sind dunkelbraun. Die Beine und Füße sind grau bis graubraun. Jungvögel unterscheiden sich von den adulten Vögeln durch ihr matteres Gefieder. Ihnen fehlt auch noch das rote Gefieder am Kopf. 
Es bestehen keine Verwechslungsmöglichkeiten, da der Gelbfleck-Bartvogel in seinem Verbreitungsgebiet die einzige kleine, waldlebende Art mit einem schwarz-gelben Körpergefieder und einer roten Stirn ist. Zwei entfernt dem Gelbfleck-Bartvogel ähnelnde Afrikanische Bartvögel, der Diadem-Haarbärtling und der Feuerstirn-Bartvogel, kommen nicht im Verbreitungsgebiet des Gelbfleck-Bartvogels vor, haben mehr weiß in ihrem Gefieder und weisen keine gelben Flecken oder Streifen auf schwarzem Gefieder auf. Das auffälligste Erkennungsmerkmal des Gelbfleck-Bartvogels ist jedoch sein schnurrendes brrrrrr---t, das 1,2 bis 2,1 Sekunden andauert. Diese Lautäußerung ist meist über einen Zeitraum von zwanzig Minuten immer wieder zu hören. Die Pause zwischen den einzelnen Sequenzen beträgt 90 bis 120 Sekunden.

## Verbreitungsgebiet und Lebensraum
Das Verbreitungsgebiet des Gelbfleck-Bartvogels erstreckt sich von Sierra Leone, dem Westen Guineas und Liberias bis in den Südwesten der Zentralafrikanischen Republik, dem Süden Ugandas und dem Westen Kenias. In südlicher Richtung erstreckt sich das Verbreitungsgebiet von da aus bis nach Kamerun, Gabun und Zaire, dem Westen Ruandas und dem Nordwesten Tansanias. Regional ist der Gelbfleck-Bartvogel häufig, jedoch ist er grundsätzlich eine versteckt lebende und unauffällige Art. In Kamerun kommt er bis in Höhenlagen von 2150 und in Kenia von bis zu 2220 Metern vor.
Der Lebensraum des Gelbfleck-Bartvogels sind Wälder mit fruchttragenden Bäumen. Besiedelt werden neben Primärwälder auch ältere, weit entwickelte Sekundärwälder, überwachsene Waldlichtungen und mit hohen Bäumen bestandene Plantagen.

## Lebensweise
Der Gelbfleck-Bartvogel sucht häufig einzeln nach Nahrung und hält sich dabei gewöhnlich in einer Baumregion zwischen acht und 30 Metern über dem Erdboden auf. An sehr reichlich fruchttragenden Bäume kommt es gelegentlich zu einer Ansammlung von Gelbfleck-Bartvögeln. In diesem Fall suchen die beiden Partner eines Paares gewöhnlich in derselben Region eines Baumes nach Nahrung und verlassen etwa zur selben Zeit den Baum. Sie bleiben jedoch während der Nahrungssuche nicht in unmittelbarer Nähe. Früchte werden sehr schnell gefressen, wobei der Schnabel nach dem Verschlucken einer einzelnen Frucht gewöhnlich an einem Ast abgerieben wird. Insekten gehören ebenso zum Nahrungsspektrum des Gelbfleck-Bartvogels. Gefressen werden unter anderem Termiten und kleine Schnecken. Während der Nahrungssuche wird der Gelbfleck-Bartvogel gelegentlich von größeren Afrikanischen Bartvögeln wie beispielsweise dem Trauerbartvogel vertrieben. 
Die Fortpflanzungszeit fällt in Liberia in den Zeitraum August bis Juni. In Ghana brüten Gelbfleck-Bartvögel überwiegend im Februar. Ansonsten ist sehr wenig über die Fortpflanzungsbiologie dieser Art bekannt.

## Belege

### Weblink
- Buccanodon duchaillui in der Roten Liste gefährdeter Arten der IUCN 2013.2. Eingestellt von: BirdLife International, 2012. Abgerufen am 2. Februar  2014.